# Eskişehir Demirspor
Eskişehir Demirspor ist ein türkischer Sportverein aus der Hauptstadt der gleichnamigen Provinz Eskişehir. Der Verein ist neben Fußball auch in Sportarten wie Basketball, Volleyball, Schwimmen, Athletik, Ringen und Karate vertreten. Er gilt außerdem als der erste Sportverein aus Eskişehir.

## Geschichte
Eskişehir Demirspor wurde 1930 mithilfe der türkischen Firma Tülomsaş, der bis heute der aktuelle Sponsor des Vereins ist gegründet. Der Verein hat dem türkischen Sport viele nationale Sportler in allen vertretenen Sportarten geschenkt. Die erfolgreichste Zeit hatte Eskişehir Demirspor zwischen den Jahren 1933 bis 1960. In diesem Zeitraum gewann die Mannschaft 22-mal die Meisterschaft der „Eskişehir Futbol Ligi“ und einmal das Pokalturnier „Amatör Futbol Şampiyonası“. Nach der Spielzeit 1959/60 erreichte der Verein im Fußball keine weiteren Erfolge mehr und stieg bis in die Bölgesel Amatör Lig ab, in der er aktuell vertreten ist.

## Erfolge

### Nach der Erstligagründung
- Meisterschaft der TFF 2. Lig: 1972/73
- Aufstieg in die TFF 1. Lig: 1972/73

### Vor der Erstligagründung
- Türkiye Futbol Şampiyonası: 1940

- Eskişehir Futbol Ligi: 1933–34, 1934–35, 1936–37, 1937–38, 1938–39, 1939–40, 1940–41, 1941–42, 1942–43, 1943–44, 1944–45, 1945–46, 1946–47, 1947–48, 1948–49, 1951–52, 1952–53, 1953–54, 1954–55, 1955–56, 1956–57, 1957–58

## Ligazugehörigkeit
- 2. Liga: 1973–1983
- 3. Liga: 1967–1973, 1984–1988, 1991–1995, 1998–1999
- 3. Liga: -
- Regionale Amateurliga: 1983–1984, 1988–1988, 1995–1998, seit 1999

## Ehemalige bekannte Spieler
- Nuri Kuran
- Çınar İsmail